# Sociale mobiliteit

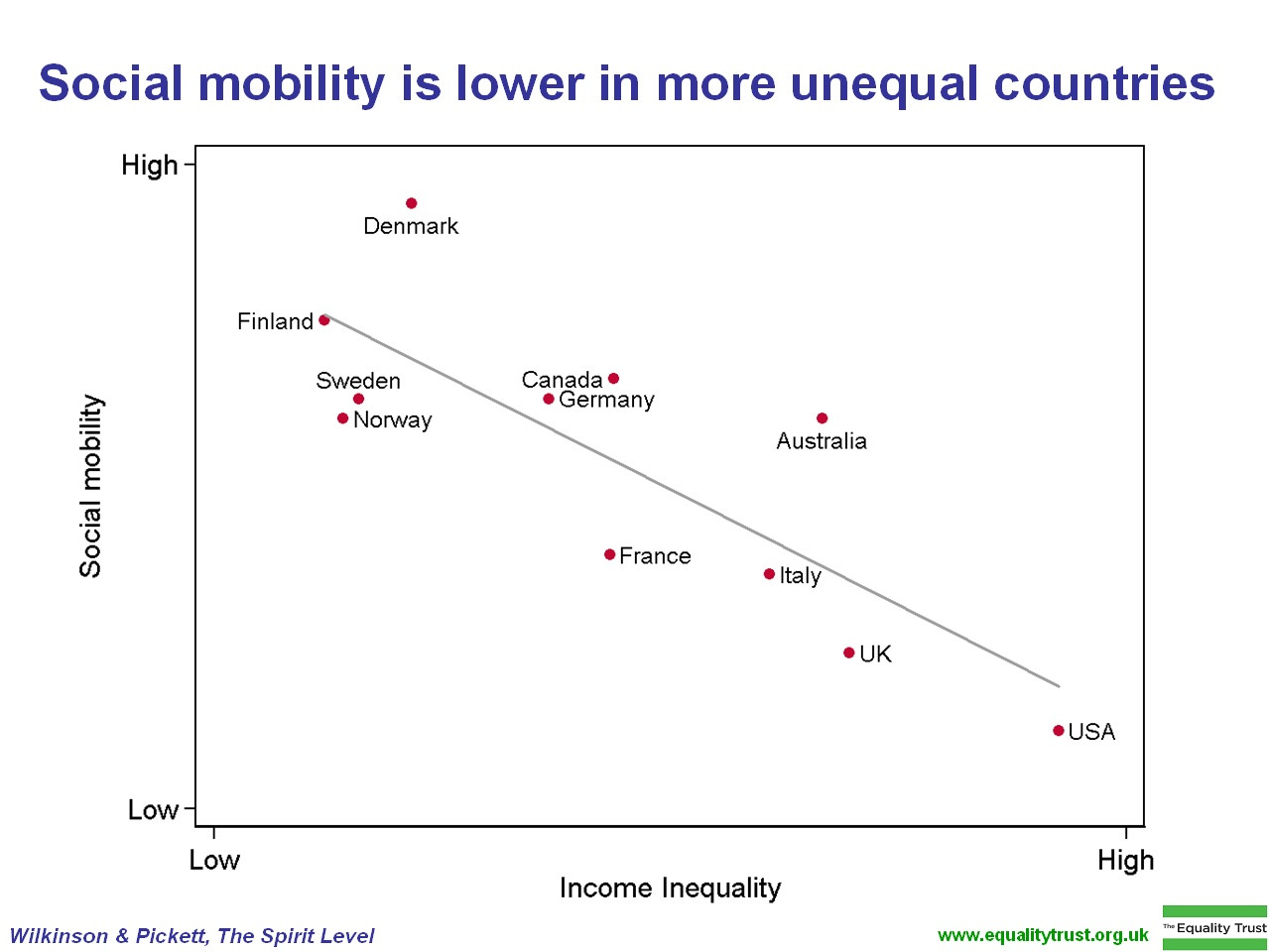
Sociale mobiliteit is lager in landen met een hogere economische ongelijkheid.

Sociale mobiliteit is de verandering in sociale positie van een persoon of groep binnen de sociale stratificatie. Bij intrageneratiemobiliteit speelt deze stijging of daling op de maatschappelijke ladder zich af in het eigen leven, bij intergeneratiemobiliteit is de sociale positie ten opzichte van de ouders veranderd. Sociale mobiliteit is niet hetzelfde als arbeidsmobiliteit. Hoewel veranderen van baan of functie gepaard kan gaan met een verandering van sociale positie, is dit niet noodzakelijk het geval.
De sociale mobiliteit wordt door verscheidene factoren bepaald. Een belangrijke rol is daarbij weggelegd voor onderwijs.

## Ontwikkeling
In de standensamenleving zoals die bestond in Europa voor de Franse Revolutie was de sociale mobiliteit beperkt. Tot welke stand men behoorde, werd in hoge mate bepaald door geboorte - ook wel ascription of toewijzing genoemd.
Door de agrarische revolutie was een steeds kleiner deel van de bevolking nodig om voedsel te produceren. De industriële revolutie bracht daarna een verstedelijking op gang waarmee de traditionele sociale verbanden van familie en de dorpsgemeenschappen in belang afnamen. Met de komst van de industriële maatschappij met zijn markteconomie werden capaciteiten en prestaties (achievement of verwerving) steeds belangrijker en verschoof men meer in de richting van de meritocratie, hoewel niet in de mate die hervormingsdenker Saint-Simon (1760-1825) voor ogen stond.
Het langzaam verdwijnen van de standen betekende niet het einde van sociale ongelijkheid. De basis veranderde richting wat Marx (1818-1883) de productieverhoudingen noemde. De maatschappij werd nu verdeeld in klassen op basis van het wel of niet de beschikking hebben over productiemiddelen.
Weber (1864-1920) had een gedifferentieerder beeld en deelde de maatschappij op in groepen met behulp van drie elementen: klasse, status en macht. Hierbij wordt de klasse bepaald door de economische relatie ten opzichte van de markt, zoals eigenaar, huurder of werknemer. Status heeft te maken met niet-economische eigenschappen, zoals opleiding en prestige. Macht is gebaseerd op politieke invloed die uitgeoefend wordt via partijen.
Na de Tweede Wereldoorlog ontstond het idee dat onderwijs de klassenmaatschappij zou doorbreken om een open samenleving mogelijk te maken. Dit zou onder meer blijken uit de verburgerlijking van de arbeidersklasse. Het optimisme bleek echter wat voorbarig.

## Integratie van de arbeidersklasse
De periode van lange bloei na de Tweede Wereldoorlog en de opbouw van de verzorgingsstaat bracht een groei van welvaart voor de arbeidersklasse. Het fordisme met zijn stijging van salarissen had van arbeiders ook consumenten gemaakt. Met de voortschrijdende mechanisering en automatisering verdween ook steeds meer handenarbeid. Het werk begon daarmee meer op dat van de middenklasse te lijken. Daarnaast begonnen de arbeiderswijken uit elkaar te vallen en woonden arbeiders en middengroep steeds meer tussen elkaar. Dat betekende ook dat de onderlinge solidariteit afnam en de individualisering inzette, versterkt door de nieuwe massamedia en -cultuur.
Desondanks bleek de theorie van de verburgerlijking van de arbeidersklasse niet geheel te kloppen en bleef er een verschil in onder meer levensstijl, sociale participatie en politieke ideologie. Bourdieu leidde hieruit af dat de klassenstructuur zichzelf voortdurend reproduceert. In een meritocratische samenleving zouden intelligentie en opleiding weliswaar de plaats in de samenleving moeten bepalen, in werkelijkheid blijft het moeilijk om te stijgen op de maatschappelijke ladder. Deze sociale reproductie hangt samen met niet alleen het economisch kapitaal als geld en onroerend goed, maar ook met het cultureel kapitaal (kennis, vaardigheden, opleiding) en met het sociaal kapitaal (relaties, netwerken). De individualiseringsthese en de reproductiethese zijn de twee uitersten en hoewel beide bruikbare elementen bevatten, komt uit onderzoek een genuanceerder beeld naar voren.
Goldthorpe heeft daarop een aangepast klassenschema gemaakt waarmee de mobiliteit en het effect van de scheidslijnen onderzocht kon worden. Hoewel er wel sprake is van opwaartse mobiliteit, lijkt dit niet zijn oorzaak te vinden in meer openheid, maar in meer ruimte aan de bovenzijde.

## Kastensysteem
Het kastensysteem, vooral bekend uit India, maar voorkomend in andere delen van Oost-Azië en Afrika, kent een afwijkende vorm van sociale mobiliteit. Deze stelsels, al dan niet gebaseerd op religieuze grondslag, kenmerken zich door zeer strenge scheiding van sociale klassen. Er bestaan duidelijk afgebakende kasten, waartussen vrijwel geen sociale mobiliteit mogelijk is. Vaak leven deze groepen volkomen gescheiden van elkaar, met weinig tot geen contact. De kastenverdeling vormt een maatschappelijke structuur, waarin de arbeidsverdeling goed is vastgelegd. Zo is er bijvoorbeeld één landbouwkaste, waarin iedereen die binnen die kaste wordt geboren, op het land dient te werken. De kaste waarin iemand geboren wordt, bepaalt een groot deel van zijn of haar leven; zoals de kleding, het werk, de huwelijkspartner, het inkomen, het thuisgebied en de taal. Het systeem staat geen mobiliteit toe tussen de kasten, vaak met een religieus argument. Zo is in India volgens het hindoeïsme iedereen geboren in de kaste naar zijn karma; zij die in vorige incarnaties een goed leven hebben geleid, komen hoger in het kastensysteem terecht.

Hoewel het stelsel tegenwoordig bij wet is afgeschaft, heeft het duizenden jaren oude systeem informeel nog zeer veel invloed in de denk- en handelwijze van de mensen, vooral in niet-verstedelijkte gebieden.